# Liste des membres honorifiques de l'Ordre du Canada
 (décembre 2021).
Si vous disposez d'ouvrages ou d'articles de référence ou si vous connaissez des sites web de qualité traitant du thème abordé ici, merci de compléter l'article en donnant les références utiles à sa vérifiabilité et en les liant à la section « Notes et références ».
La constitution de l'Ordre permet la nomination de cinq membres honoraires de l'Ordre du Canada par année. Ce qui suit est une liste de toutes les nominations honorifiques à ce jour ; ceux qui sont écrits en italique ont par la suite été nommés citoyens canadiens et ne sont donc plus considérés comme des intronisés honoraires.

## Liste en ordre alphabétique
- Charles Aznavour
- Marie Ann Battiste (en)
- Salome Bey (en)
- Boutros Boutros-Ghali
- Elizabeth Bowes-Lyon
- Francis Cabot (en)
- Charles Dutoit
- John Kenneth Galbraith
- Frank Gehry
- Václav Havel, compagnon[1]
- Ronnie Hawkins
- James Hillier, officier[2]
- Karim Aga Khan IV
- Johann Olav Koss
- Lois Lilienstein
- Nelson Mandela
- Tanya Moiseiwitsch (en)
- Bernard Pivot
- Zachary Richard
- Kathy Reichs
- Sima Samar
- Michael Schade (en)
- Richard J. Schmeelk
- Zena Sheardown (en)
- Alfred E. Slinkard, membre [3]
- Bramwell Tovey (en)